# Страховий фонд
Страховий фонд — спеціальний фонд, створений для того, щоб убезпечити ризики певного кола осіб у певній галузі.

## Державні страхові фонди
- Державна служба зайнятості України [Архівовано 6 липня 2008 у Wayback Machine.]
- Пенсійний фонд України
- Фонд соціального страхування з тимчасової втрати працездатності [Архівовано 14 липня 2014 у Wayback Machine.]

## Приватні страхові фонди та змішаної форми власності
Для того щоб зареєструвати страховий фонд, необхідно внести в статутний капітал компанії суму, еквівалентну одному мільйону євро за курсом НБУ.